# Capi di Stato e di governo nel 1956
Questa è la lista dei Capi di Stato e di governo nel 1956.

## Africa
- Egitto
  - Presidenti dell'Egitto: Gamal Abd el-Nasser (1954-1962)
- Etiopia
  - Imperatore: Haile Selassie I (1941-1974)
  - Primo ministro: Makonnen Endelkachew (1942-1957)
- Liberia
  - Presidente: William Tubman (1944-1971)
- Libia
  - Re: Idris (1951-1969)
  - Primo ministro: Mustafa Ben Halim (1954-1957)
- Marocco (indipendente dal 2 marzo 1956)
  - Sultano: Muhammad V (1955-1961)
  - Primo ministro: Mbarek Bekkay (1955-1958)
- Sudafrica
  - Regina: Elisabetta II (1952-1961)
  - Governatore generale: Ernest Jansen (1951-1959)
  - Primo ministro: Johannes Gerhardus Strijdom (1954-1958)
- Sudan (indipendente dal 1 gennaio 1956)
  - Capo di Stato: Consiglio Sovrano (1956-1958)
  - Primo ministro:

  1. Isma'il al-Azhari (1956)
  2. Abdallah Khalil (1956-1958)
- Tunisia (indipendente dal 20 marzo 1956
  - Re: Muhammad VIII al-Amin (1956-1957)
  - Primo ministro:

  1. Tahar Ben Ammar (1956)
  2. Habib Bourguiba (1956-1957)

## America
- Argentina
  - Presidente: Pedro Eugenio Aramburu (1955-1958)
- Bolivia
  - Presidente:

  1. Víctor Paz Estenssoro (1952-1956)
  2. Hernán Siles Zuazo (1956-1960)
- Brasile
  - Presidente:

  1. Nereu de Oliveira Ramos (1955-1956)
  2. Juscelino Kubitschek de Oliveira (1956-1961)
- Canada
  - Regina: Elisabetta II (1952-2022)
  - Governatore generale del Canada: Vincent Massey (1952-1959)
  - Primo ministro: Louis Saint-Laurent (1948-1957)
- Cile
  - Presidente: Carlos Ibáñez del Campo (1952-1958)
- Colombia
  - Presidente: Gustavo Rojas Pinilla (1953-1957)
- Costa Rica
  - Presidente: José Figueres Ferrer (1953-1958)
- Cuba
  - Presidente: Fulgencio Batista (1952-1959)
  - Primo ministro: Jorge García Montes (1955-1957)
- Repubblica Dominicana
  - Presidente: Héctor Trujillo (1952-1960)
- Ecuador
  - Presidente:

  1. José María Velasco Ibarra (1952-1956)
  2. Camilo Ponce Enríquez (1956-1960)
- El Salvador
  - Presidente:

  1. Óscar Osorio (1950-1956)
  2. José María Lemus (1956-1960)
- Guatemala
  - Presidente: Carlos Castillo Armas (1954-1957)
- Haiti
  - Presidente:

  1. Paul Eugène Magloire (1950-1956)
  2. Joseph Nemours Pierre-Louis (1956-1957) ad interim
- Honduras
  - Presidente:

  1. Julio Lozano Díaz (1954-1956)
  2. Giunta militare honduregna (1956-1957)
- Messico
  - Presidente: Adolfo Ruiz Cortines (1952-1958)
- Nicaragua
  - Presidente:

  1. Anastasio Somoza García (1950-1956)
  2. Luis Somoza Debayle (1956-1963)
- Panama
  - Presidente:

  1. Ricardo Arias (1955-1956)
  2. Ernesto de la Guardia (1956-1960)
- Paraguay
  - Presidente: Alfredo Stroessner (1954-1989)
- Perù
  - Presidente:

  1. Manuel A. Odría (1950-1956)
  2. Manuel Prado Ugarteche (1956-1962)

  - Primo ministro:

  1. Roque Augusto Saldías Maninat (1954-1956)
  2. Manuel Cisneros (1956-1958)
- Stati Uniti d'America
  - Presidente: Dwight D. Eisenhower (1953-1961)
- Uruguay
  - Presidente:

  1. Luis Batlle Berres (1955-1956)
  2. Alberto Fermín Zubiría (1956-1957)
- Venezuela
  - Presidente: Marcos Pérez Jiménez (1952-1958)

## Asia
- Afghanistan
  - Re: Mohammed Zahir Shah (1933-1973)
  - Primo ministro: Mohammed Daud Khan (1953-1963)
- Arabia Saudita
  - Re: Sa'ud (1953-1964)
- Bhutan
  - Re: Jigme Dorji Wangchuck (1952-1972)
  - Primo ministro: Jigme Palden Dorji (1952-1964)
- Birmania
  - Presidente: Ba U (1952-1957)
  - Primo ministro:

  1. U Nu (1948-1956)
  2. Ba Swe (1956-1957)
- Cambogia
  - Re: Norodom Suramarit (1955-1960)
  - Primo ministro:

  1. Norodom Sihanouk (1955-1956)
  2. Oum Chheang Sun (1956)
  3. Norodom Sihanouk (1956)
  4. Khim Tit (1956)
  5. Norodom Sihanouk (1956)
  6. San Yun (1956-1957)
- Ceylon
  - Regina: Elisabetta II (1952-1972)
  - Governatore generale: Oliver Ernest Goonetilleke (1954-1962)
  - Primo ministro:

  1. John Kotelawala (1953-1956)
  2. Solomon Bandaranaike (1956-1959)
- Cina
  - Presidente: Mao Tse-tung (1949-1959)
  - Primo ministro: Zhou Enlai (1949-1976)
- Corea del Nord
  - Capo di Stato: Kim Tu-bong (1948-1957)
  - Primo ministro: Kim Il-sung (1948-1972)
- Corea del Sud
  - Presidente: Syngman Rhee (1948-1960)
- Filippine
  - Presidente: Ramón Magsaysay (1953-1957)
- Giappone
  - Imperatore: Hirohito (1926-1989)
  - Primo ministro:

  1. Ichirō Hatoyama (1954-1956)
  2. Tanzan Ishibashi (1956-1957)
- Giordania
  - Re: Hussein (1952-1999)
  - Primo ministro:

  1. Ibrahim Hashem (1955-1956)
  2. Samir Al-Rifai (1956)
  3. Sa'id Mufti (1956)
  4. Ibrahim Hashem (1956)
  5. Suleiman Nabulsi (1956)
- India
  - Presidente: Rajendra Prasad (1950-1962)
  - Primo ministro: Jawaharlal Nehru (1947-1964)
- Indonesia
  - Presidente: Sukarno (1945-1967)
  - Primo ministro:

  1. Burhanuddin Harahap (1955-1956)
  2. Ali Sastroamidjojo (1956-1957)
- Iran
  - Shah: Mohammad Reza Pahlavi (1941-1979)
  - Primo ministro: Hossein Ala' (1955-1957)
- Iraq
  - Re: Faisal II (1939-1958)
  - Primo ministro: Nuri al-Sa'id (1954-1957)
- Israele
  - Presidente: Itzhak Ben-Zvi (1952-1963)
  - Primo ministro: David Ben Gurion (1955-1963)
- Laos
  - Re: Sisavang Vong (1946-1959)
  - Primi ministri:

  1. Katay Don Sasorith (1954-1956)
  2. Souvanna Phouma (1956-1958)
- Libano
  - Presidente: Camille Chamoun (1952-1958)
  - Primo ministro:

  1. Sami as-Solh (1954-1956)
  2. 'Abd Allah al-Yafi (1956)
  3. Sami Solh (1956-1958)
- Mongolia
  - Presidente: Jamsrangiin Sambuu (1954-1972)
  - Primo ministro: Yumjaagiin Tsedenbal (1952-1974)
- Mascate e Oman
  - Sultano: Sa'id bin Taymur (1932-1970)
- Nepal
  - Re: Mahendra del Nepal (1955-1972)
  - Primo ministro:

  1. Mahendra del Nepal (1955-1956)
  2. Tanka Prasad Acharya (1956-1957)
- Pakistan (repubblica dal 23 marzo 1956)
  - Regina: Elisabetta II (1952-1956)
  - Governatore generale: Iskander Mirza (1955-1956)
  - Presidente: Iskander Mirza (1956-1958)
  - Primo ministro:

  1. Chaudhry Muhammad Ali (1955-1956)
  2. Huseyn Shaheed Suhrawardy (1956-1957)
- Siria
  - Presidente: Shukri al-Quwwatli (1955-1958)
  - Primo ministro:

  1. Said al-Ghazzi (1955-1956)
  2. Sabri al-Asali (1956-1958)
- Taiwan
  - Presidente: Chiang Kai-shek (1950-1975)
  - Primo ministro: Yu Hung-chun (1954-1958)
- Thailandia
  - Re: Bhumibol Adulyadej (1946-2016)
  - Primo ministro: Plaek Pibulsonggram (1948-1957)
- Turchia
  - Presidente: Celâl Bayar (1950-1960)
  - Primo ministro: Adnan Menderes (1950-1960)
- Vietnam del Nord
  - Presidente: Ho Chi Minh (1945-1969)
  - Primo ministro: Phạm Văn Đồng (1955-1987)
- Vietnam del Sud
  - Presidente: Ngô Đình Diệm (1955-1963)
- Yemen
  - Re: Ahmad ibn Yahya (1948-1962)

## Europa
- Albania
  - Presidente: Haxhi Lleshi (1953-1982)
  - Primo ministro: Mehmet Shehu (1954-1981)
- Andorra
  - Coprincipi di Andorra:
    - Coprincipe francese: René Coty (1954-1959)
    - Coprincipe episcopale: Ramón Iglesias i Navarri (1943-1969)
- Austria
  - Presidente: Theodor Körner (1951-1957)
  - Primo ministro: Julius Raab (1953-1961)
- Belgio
  - Re Baldovino (1951-1993)
  - Primo ministro: Achille Van Acker (1954-1958)
- Bulgaria
  - Presidente: Georgi Damjanov (1950-1958)
  - Primo ministro:

  1. Vălko Červenkov (1950-1956)
  2. Anton Jugov (1956-1962)
- Cecoslovacchia
  - Presidente: Antonín Zápotocký (1953-1957)
  - Primo ministro: Viliam Široký (1953-1963)
- Danimarca
  - Re: Federico IX (1947-1972)
  - Primo ministro: Hans Christian Svane Hansen (1955-1960)
- Finlandia
  - Presidente:

  1. Juho Kusti Paasikivi (1946-1956)
  2. Urho Kekkonen (1956-1982)

  - Primo ministro:

  1. Urho Kekkonen (1954-1956)
  2. Karl-August Fagerholm (1956-1957)
- Francia
  - Presidente: René Coty (1954-1959)
  - Primo ministro:

  1. Edgar Faure (1955-1956)
  2. Guy Mollet (1956-1957)
- Germania Est
  - Presidente: Wilhelm Pieck (1949-1960)
  - Presidente del Consiglio: Otto Grotewohl (1949-1964)
- Germania Ovest
  - Presidente: Theodor Heuss (1949-1959)
  - Cancelliere: Konrad Adenauer (1949-1963)
- Grecia
  - Re: Paolo (1947-1964)
  - Primo ministro: Kōnstantinos Karamanlīs (1955-1968)
- Irlanda
  - Presidente: Seán T. O'Kelly (1945-1959)
  - Primo ministro: John Aloysius Costello (1954-1957)
- Islanda
  - Presidente: Ásgeir Ásgeirsson (1952-1968)
  - Primo ministro:

  1. Ólafur Thors (1953-1956)
  2. Hermann Jónasson (1956-1958)
- Italia
  - Presidente: Giovanni Gronchi (1955-1962)
  - Primo ministro: Antonio Segni (1955-1957)
- Jugoslavia
  - Capo di Stato: Josip Broz Tito (1953-1980)
  - Primo ministro: Josip Broz Tito (1945-1963)
- Liechtenstein
  - Principe:Francesco Giuseppe II (1938-1989)
  - Primo ministro: Alexander Frick (1945-1962)
- Lussemburgo
  - Granduchessa: Carlotta (1919-1964)[1]
  - Primo ministro: Joseph Bech (1953-1958)
- Monaco
  - Principe: Rainieri (1949-2005)
  - Primo ministro: Henry Soum (1953-1959)
- Norvegia
  - Re: Haakon VII (1905-1957)[1]
  - Primo ministro: Einar Gerhardsen (1955-1963)
- Paesi Bassi
  - Regina: Giuliana (1948-1980)
  - Primo ministro: Willem Drees (1948-1958)
- Polonia
  - Presidente: Aleksander Zawadzki (1952-1964)
  - Primo ministro: Józef Cyrankiewicz (1954-1970)
- Portogallo
  - Presidente: Francisco Craveiro Lopes (1951-1958)
  - Primo ministro: António de Oliveira Salazar (1932-1968)
- Regno Unito
  - Regina: Elisabetta II (1952-2022)
  - Primo ministro: Anthony Eden (1955-1957)
- Romania
  - Presidente: Petru Groza (1952-1958)
  - Primo ministro: Chivu Stoica (1955-1961)
- San Marino
  - Capitani reggenti:

  1. Primo Bugli e Giuseppe Maiani (1955-1956)
  2. Mario Nanni e Enrico Andreoli (1956)
  3. Mariano Ceccoli e Eugenio Bernardini (1956-1957)
- Spagna
  - Capo di Stato: Francisco Franco (1936-1975)
  - Primo ministro: Francisco Franco (1939-1973)
- Svezia
  - Re: Gustavo VI Adolfo (1950-1973)
  - Primo ministro: Tage Erlander (1946-1969)
- Svizzera
  - Presidente: Markus Feldmann (1956)
- Ungheria
  - Presidente: István Dobi, (1952-1967)
  - Primo ministro:

  1. András Hegedüs (1955-1956)
  2. Imre Nagy (1956)
  3. János Kádár (1956-1958)
- Unione Sovietica
  - Presidente: Kliment Efremovič Vorošilov (1953-1960)
  - Primo ministro: Nikolaj Aleksandrovič Bulganin (1955-1958)
- Vaticano
  - Papa: Pio XII (1939-1958)
  - Presidente del Governatorato: Nicola Canali (1939-1961)

## Oceania
- Australia
  - Regina: Elisabetta II (1952-2022)
  - Governatore generale: William Slim (1953-1960)
  - Primo ministro: Robert Menzies (1949-1966)
- Nuova Zelanda
  - Regina: Elisabetta II (1952-2022)
  - Governatore generale: Willoughby Norrie (1952-1957)
  - Primo ministro: Sidney Holland (1949-1957)